# و هنوز در حرکت است

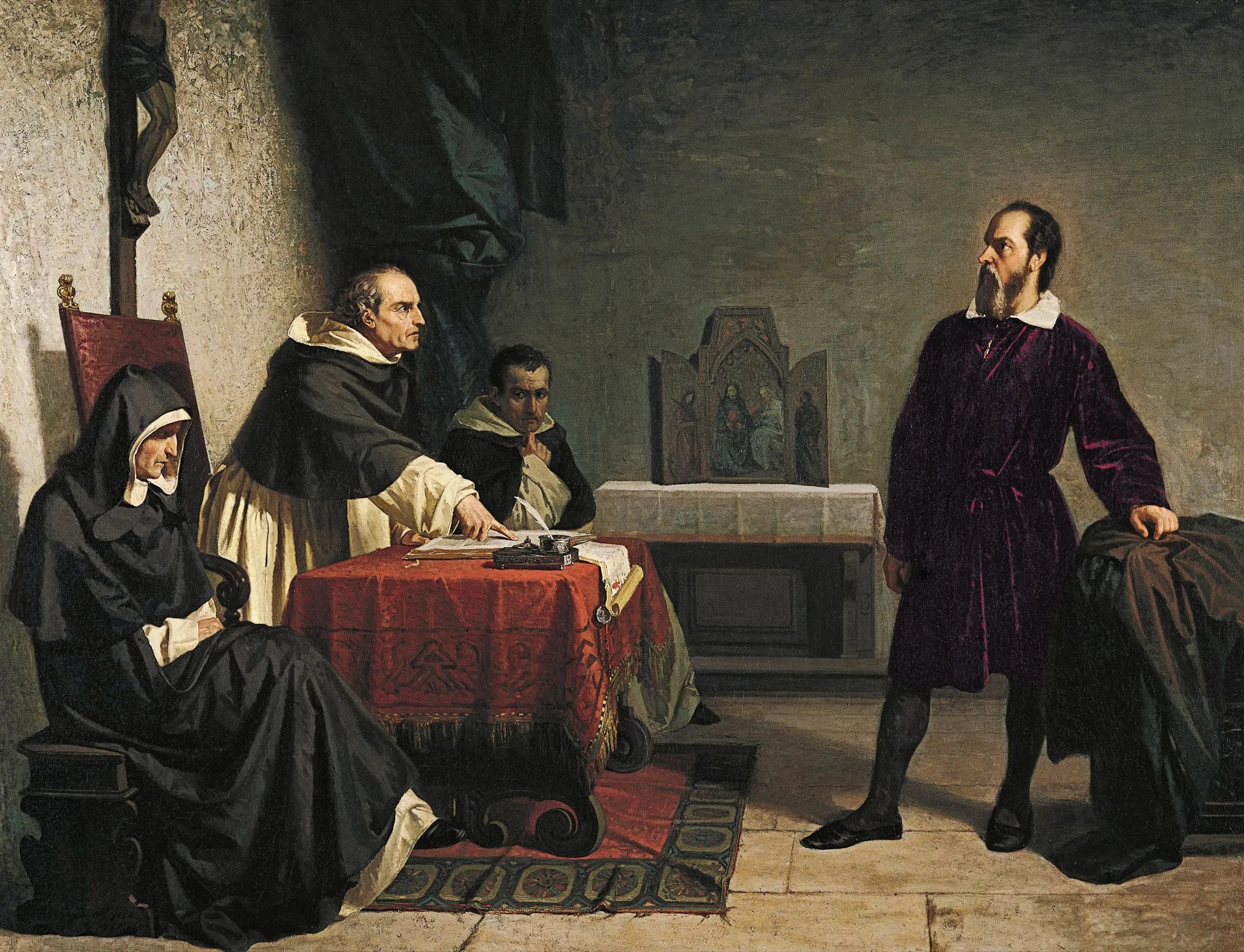
گالیله در دادگاه تفتیش عقاید، اثر کریستیانو بانتی، ۱۸۵۷.

و هنوز در حرکت است (به ایتالیایی: Eppur si muove، epˈpur si ˈmwɔ:ve)، (به انگلیسی: And yet it moves)، عبارتی است که گالیلئو گالیله، فیزیکدان، ریاضیدان و فیلسوف ایتالیایی در سال ۱۶۳۶ در جلسه محاکمه خود در دادگاه تفتیش عقاید بر زبان آورد. منظور او از این عبارت این بود که علی‌رغم توبه‌نامه‌اش مبنی بر ایستایی زمین، هنوز زمین بر گرد خورشید در گردش است. امروزه از این عبارت برای مواقعی استفاده می‌شود که بخواهند بگویند علی‌رغم هر چه که شما می‌گویید حقیقت چنین است.
هیچ مدرکی از اینکه گالیله چنین حرفی را در دادگاه خود بیان کرده باشد وجود ندارد و در صورت گفتن چنین حرفی مطمئناً برایش بسیار خطرناک بوده‌است. در اولین زندگینامه گالیله که بدست شاگردش وینچنزو ویویانی در سال‌های ۱۶۵۵ تا ۱۶۵۶ میلادی نوشته شده حرفی از این گفته او نیامده‌است.
اولین بار این گفته گالیله در کتاب کتابخانه ایتالیایی نوشته جوزپه بارتی آمده که در سال ۱۷۵۷ به انگلیسی نوشته شد:
آن هنگام که او را آزاد کردند نگاهی به آسمان و سپس به زمین افکند، پایی بر زمین کوفت و در حالتی متفکرانه گفت: اپور سی مو، یعنی هنوز هم در حرکت است، زمین.
در سال ۱۹۱۱ این جمله را در یک نقاشی اسپانیایی یافتند که متعلق به یک خانواده بلژیکی بود. تاریخ کشیده شدن این نقاشی به یک یا دو سال پس از مرگ گالیله می‌رسد (۱۶۴۳ یا ۱۶۴۵ میلادی) اما به نظر می‌رسد که تاریخ نوشته در نقاشی درست نباشد.